# Adrián Hernán González
Pour les articles homonymes, voir Adrian Gonzalez et Gonzalez.
Adrián Hernán González est footballeur argentin né le 20 novembre 1976 à Avellaneda, dans la province de Buenos Aires. Il évolue au poste d'ailier droit ou d'arrière droit.

## Biographie
González commence sa carrière en 1995 avec le Club El Porvenir, équipe de 3e division régionale. En 1998, il rejoint l'équipe de San Lorenzo, club évoluant en Primera División.
Après un passage au Club Atlético Unión et au CA Banfield, il rejoint à nouveau San Lorenzo en 2004. Avec San Lorenzo, il joue les quarts de finale de la Copa Libertadores et de la Copa Sudamericana.
En 2009, il quitte son pays natal et rejoint le club brésilien du São Paulo FC. Avec cette équipe, il joue 7 matchs dans le championnat national communément appelé Brasileirão. 
En 2010, il retourne dans son pays d'origine en s'engageant avec l'équipe d'Arsenal de Sarandi. Avec Arsenal, il est une nouvelle fois quart de finaliste de la Copa Sudamericana. En 2012, il quitte les championnats de première division en signant avec le club du CA Platense où il termine sa carrière en fin de saison.

## Palmarès
- Champion d'Argentine en 2001 (Tournoi de clôture) et 2007 (Tournoi de clôture) avec San Lorenzo
- Champion d'Argentine en 2012 (Tournoi de clôture) avec l'Arsenal de Sarandi